# Filippo Collini
Filippo Collini (10 febbraio 2000) è uno sciatore alpino italiano.

## Biografia
Gigantista puro originario di Prato e attivo dall'agosto del 2016, Collini ha esordito in Coppa Europa il 7 dicembre 2023 a Zinal, senza completare la gara; non ha debuttato in Coppa del Mondo e non ha preso parte a rassegne olimpiche o iridate.

## Palmarès

### Nor-Am Cup
- Miglior piazzamento in classifica generale: 40º nel 2024
- 1 podio:
  - 1 terzo posto